# Coniopteryx crassicornis
Coniopteryx crassicornis är en insektsart som beskrevs av Peter Esben-Petersen 1928. 
Coniopteryx crassicornis ingår i släktet Coniopteryx och familjen vaxsländor. Inga underarter finns listade i Catalogue of Life.